# Charlie Aitken
Pour les articles homonymes, voir Aitken.
Charlie Aitken, né le 5 janvier 1942 à Édimbourg (Écosse) et mort le 29 octobre 2023, est un footballeur écossais, qui évolue au poste de défenseur à Aston Villa. 
Il détient le record d'apparitions au sein du club d'Aston Villa en jouant d'août 1959 à mai 1976, soit 659 matchs sur une période de 17 saisons.

## Carrière
- 1959-1976 : Aston Villa
- 1976-1977 : New York Cosmos

## Palmarès

### Avec Aston Villa
- Vainqueur de la Coupe de la Ligue anglaise de football en 1975
- Vainqueur du Championnat d'Angleterre de football D3 en 1972.